# Mito de Osiris

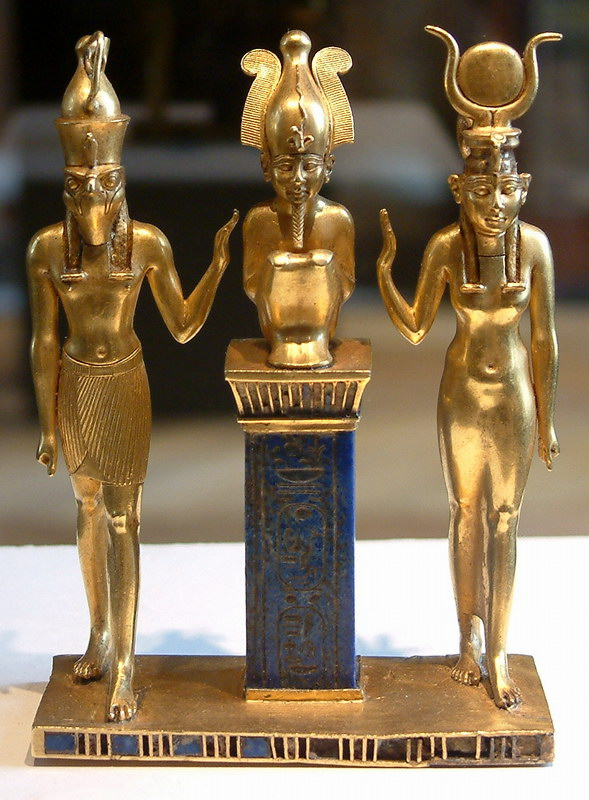
De derecha a izquierda: Isis, su esposo Osiris y su hijo Horus, los protagonistas del mito de Osiris, en una estatuilla de la dinastía XXII.

El mito de Osiris es el relato más elaborado e influyente de la antigua mitología egipcia. Narra el asesinato del dios Osiris, un antiguo rey de Egipto, y sus consecuencias. Su hermano Seth, quien lo mata, usurpa su trono. Mientras tanto, Isis, la esposa de Osiris, restaura el cuerpo de su esposo, lo que le permite concebir póstumamente a su hijo, Horus. El resto de la historia se centra en Horus, el hijo de Isis y Osiris, quien al principio es un niño vulnerable protegido por su madre, pero que luego se convierte en el rival de Seth por el trono. Su conflicto, a menudo violento, culmina con el triunfo de Horus, restaurando así el maat (orden cósmico y social) en Egipto tras el injusto reinado de Seth, y completando el proceso de resurrección de Osiris.
El mito es esencial para las concepciones egipcias sobre el reino y su sucesión, el conflicto entre el orden y el desorden y, especialmente, la muerte y el más allá. También expresa el carácter fundamental de cada una de las cuatro deidades protagonistas y muchos elementos de su culto en la religión del Antiguo Egipto derivaron del mito.
La leyenda de Osiris tomó su forma esencial en torno o antes del siglo XXIV a. C. La mayor parte de sus elementos se originaron de ideas religiosas, pero la pugna entre Horus y Seth puede haber estado parcialmente inspirado en un conflicto regional del período arcaico o la prehistoria de Egipto. Se ha intentado discernir la naturaleza exacta de los eventos que habrían dado origen a la historia, pero no se han conseguido conclusiones definitivas.
Partes del mito aparecen en una amplia variedad de textos egipcios, desde textos funerarios y conjuros mágicos hasta cuentos. La historia es, por tanto, más detallada y cohesiva que cualquier otro mito del Antiguo Egipto; sin embargo, ninguna fuente egipcia brinda un relato completo del mito y las fuentes varían mucho en su versión de los eventos. Escritos griegos y romanos, particularmente Sobre Isis y Osiris de Plutarco, proporcionan bastante información, pero no siempre reflejan fielmente la fe egipcia. Por medio de estos escritos, el mito de Osiris persistió, mientras se perdía el conocimiento de la mayoría de las creencias egipcias antiguas, y aun hoy en día es bien conocido.

## Fuentes

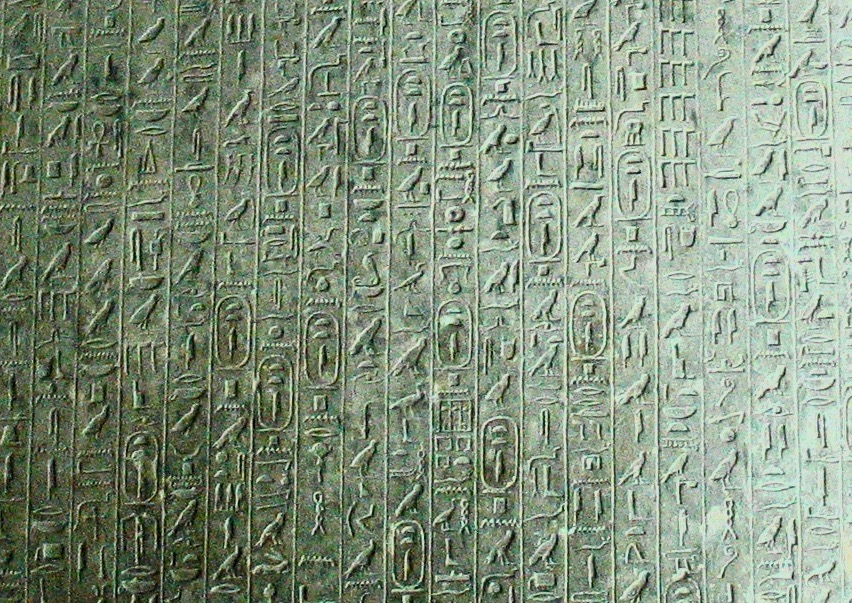
Textos de las Pirámides en la Pirámide de Teti.

## Sinopsis

### Muerte y resurrección de Osiris
Al comienzo de la historia, Osiris gobierna Egipto, al haber heredado el poder de sus antepasados en una linaje que se remonta al creador del mundo, Ra o Atum. Su reina es Isis, quien, al igual que Osiris y su asesino, Seth, es uno de los hijos del dios terrestre Geb y la diosa del cielo Nut. En las fuentes egipcias aparece poca información sobre el reinado de Osiris; el enfoque se centra en su muerte y los eventos que siguen. Osiris está asociado con el poder que otorga vida, la realeza justa y el gobierno de la maat, el orden natural ideal cuyo mantenimiento era un objetivo fundamental en la cultura egipcia antigua. Seth está estrechamente vinculado con la violencia y el caos. Por lo tanto, el asesinato de Osiris simboliza la lucha entre el orden y el desorden, y la interrupción de la vida a causa de la muerte.
Algunas versiones del mito explican los motivos de Seth para matar a Osiris. Según un hechizo de los Textos de las Pirámides, Seth estaba vengándose por un golpe que le dio Osiris, mientras que en un texto del período tardío se dice que el resentimiento de Seth se debía a que Osiris tuvo relaciones sexuales con Neftis, la consorte de Seth y cuarta hija de Geb y Nut. Con frecuencia se alude al asesinato en sí, pero nunca se describe con claridad. Los egipcios creían que las palabras escritas tenían el poder de afectar a la realidad, por lo que evitaban escribir directamente sobre acontecimientos profundamente negativos, como la muerte de Osiris. Algunas veces se niega su muerte por completo, a pesar de que la mayor parte de las tradiciones sobre él dejan claro que había sido asesinado. En algunos casos, los textos sugieren que Seth asume la forma de un animal salvaje, como un cocodrilo o un toro, para asesinar a Osiris; en otros, se insinúa que el cadáver de Osiris es arrojado al agua o que él es ahogado. Esta última tradición es el origen de la creencia egipcia de que las personas que se habían ahogado en el Nilo eran sagradas. Incluso la identidad de la víctima vería según el texto: a veces, es el dios Haroeris, una forma más antigua de Horus, quien es asesinado por Seth y luego vengado por otra forma de Horus, quien es el hijo de Haroeris con Isis.
A finales del Imperio Nuevo surgió una tradición que relataba cómo Seth desmembró el cuerpo de Osiris y esparció los fragmentos por todo Egipto. Los centros de culto dedicados a Osiris en el país aseguraban que el cadáver o partes específicas de él habían sido halladas cerca de sus templos. Se puede afirmar que las partes desmembradas ascienden a cuarenta y dos, cada una de las cuales se equipara con uno de los cuarenta y dos nomos o provincias en Egipto. Así, el dios de la realeza se convierte en la encarnación de su reino.

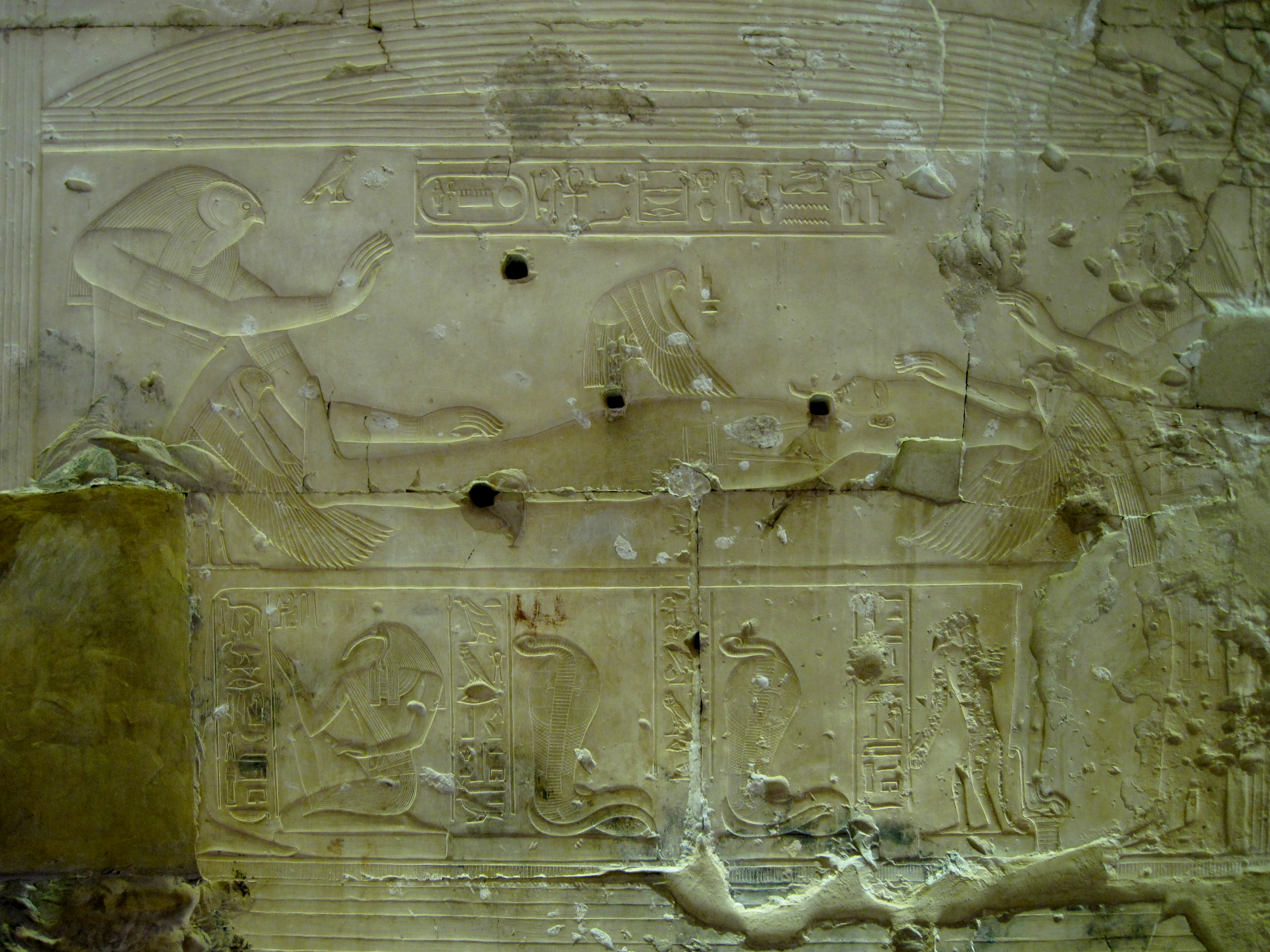
Isis, en la forma de un pájaro, copula con el difunto Osiris. A ambos lados están Horus, aunque todavía como no nacido, e Isis en su forma humana.

La muerte del protagonista es seguida bien por un interregno o por un periodo en el cual su hermano asume la monarquía. Mientras tanto, Isis busca el cuerpo de su esposo con la ayuda de Neftis. Durante ésta búsqueda o el luto por su muerte, las dos diosas son a menudo comparadas con halcones o milanos, posiblemente debido a que los milanos viajan lejos en busca de carroña, porque los egipcios asociaban sus llamadas plañideras con el luto, o debido a la conexión de las diosas con Horus, quien es a menudo representado como un halcón. Durante el Imperio Nuevo, cuando la muerte y renovación del protagonista se asociaron con la crecida anual del Nilo que fertilizaba Egipto, las aguas del Nilo se equipararon con las lágrimas de luto de Isis o con los fluidos corporales de Osiris. De este modo, Osiris representaba el poder divino que da vida, presente en las aguas del río y en las plantas que crecían tras la inundación.
Las diosas encontraron y restauraron el cuerpo de Osiris, a menudo con la ayuda de otras deidades, incluidos Tot, una deidad poseedora de grandes poderes mágicos y curativos, y Anubis, el dios del embalsamamiento y los ritos funerarios. Osiris se convierte así en la primera momia, y los esfuerzos de los dioses son la base mitológica para las prácticas egipcias de embalsamamiento que, al momificar los cadáveres, buscaban evitar y revertir el decaimiento que sigue a la muerte. Esta parte de la historia a menudo se amplía con episodios en los que Seth o sus seguidores intentan dañar el cadáver, e Isis y sus aliados deben protegerlo. Una vez que es restaurado, Isis concibe a su hijo y legítimo heredero, Horus. Un hechizo ambiguo en los Textos de los sarcófagos podría sugerir que Isis queda embarazada por un rayo, mientras que en otras fuentes, Isis, aún en forma de ave, insufla aliento y vida en el cuerpo de Osiris con sus alas y se une a él. Aparentemente, el renacimiento de Osiris no es permanente y, después de este punto en la historia, solo se le menciona como el gobernante de la Duat, el distante y misterioso reino de los muertos. Si bien el propio Osiris vive solo en la Duat, él y el reino que representa, en cierto sentido, renacerán en su hijo.
El relato coherente de Plutarco, que se ocupa principalmente de esta parte del mito, difiere en muchos aspectos de las fuentes egipcias conocidas. Seth —a quien Plutarco denomina «Tifón», al usar nombres griegos para muchas de las deidades egipcias— conspira contra Osiris con setenta y tres personas más. Seth tiene un cofre elaborado para adaptarse a las medidas exactas de Osiris y, luego, en un banquete, declara que va a dar el ataúd como regalo a cualquiera que encaje dentro de él. Los invitados se recuestan al interior del féretro, pero ninguno cabe dentro excepto Osiris. Cuando se acuesta en él, Seth y sus cómplices cierran de golpe la cubierta. Con el cuerpo de Osiris en el interior, el ataúd flota por el mar y llega a la ciudad de Biblos, donde crece un árbol a su alrededor. El rey de Biblos hace cortar el árbol y lo convierte en un pilar para su palacio, todavía con el ataúd al interior. Isis debe sacar el féretro del interior del árbol para poder recuperar el cuerpo de su esposo. Una vez retirado, la diosa deja el árbol en Biblos, donde se convierte en un objeto de adoración de los locales. Este episodio, del que no se da cuenta en fuentes egipcias, brinda una explicación etiológica para el culto de Isis y Osiris que existía en Biblos en la época de Plutarco y posiblemente ya en el Imperio Nuevo.
Plutarco también sostiene que Seth robó y desmembró el cuerpo de Osiris solo después de que Isis lo recuperara. Entonces esta última encontró y enterró cada parte del cuerpo de su esposo, con la excepción del pene, que tuvo que reconstruir mediante magia, debido a que unos peces de río se comieron el original. Según Plutarco, esta es la razón por la que los egipcios tenían un tabú contra comer pescado; sin embargo, en los registros egipcios el pene de Osiris es hallado intacto y el único paralelismo con esta parte con la historia de Plutarco se encuentra en la Historia de los dos hermanos, un cuento popular del Imperio Nuevo con similitudes con el mito de Osiris.
Una diferencia final en el relato de Plutarco es el nacimiento de Horus. La forma de Horus que vengará a su padre ha sido concebida y nacida antes de la muerte de Osiris. Es un segundo hijo prematuro y débil, Harpócrates, quien nace de la unión póstuma de Osiris con Isis. Aquí, dos de las formas distintas de Horus que existen en la tradición egipcia tienen posiciones separadas dentro de la versión del mito de Plutarco.

### Nacimiento e infancia de Horus

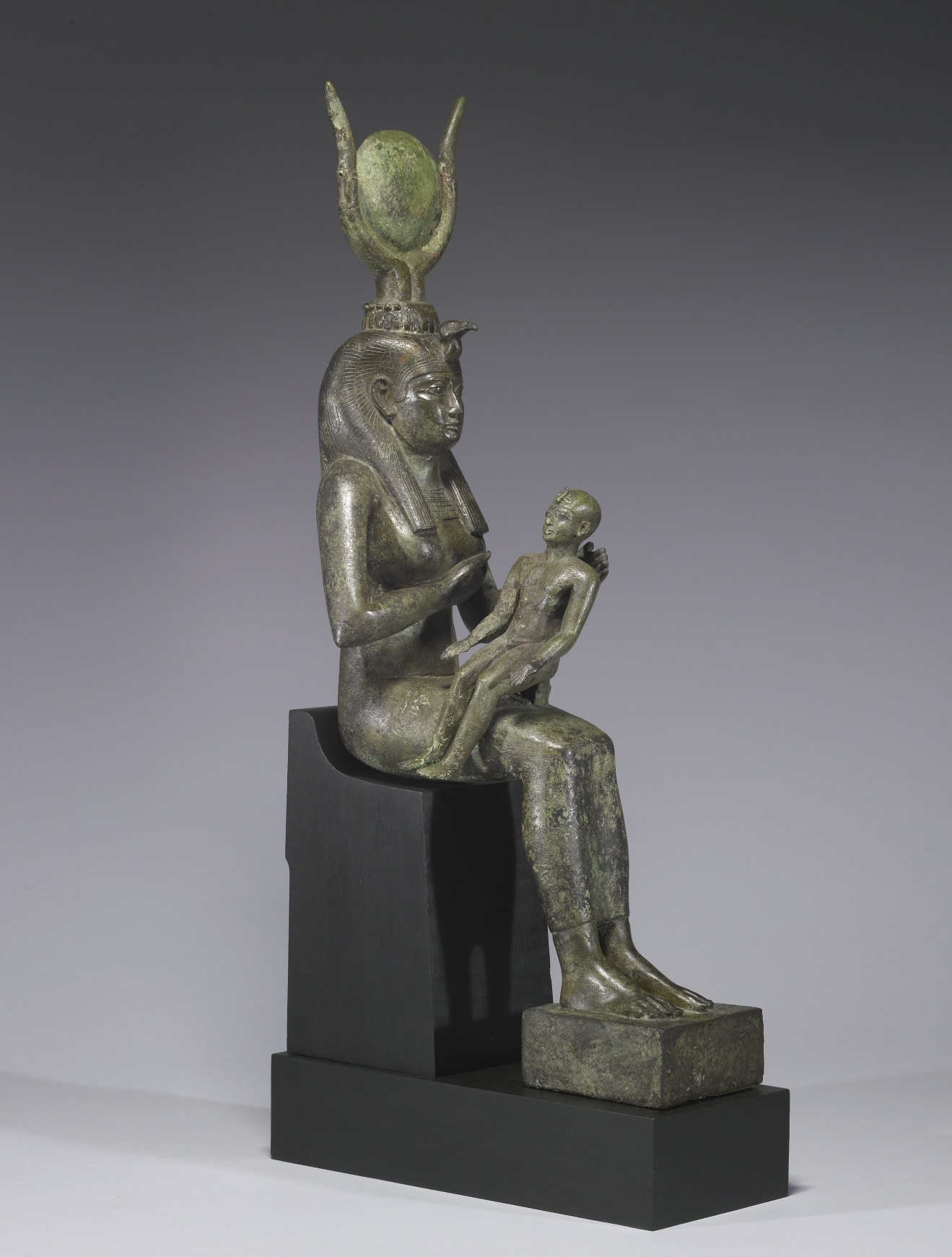
Isis amamantando a Horus.

En los relatos egipcios, la embarazada Isis se oculta de Seth, quien considera al niño no nacido una amenaza, en un matorral de juncos en el delta del Nilo. Este lugar se llama Akh-bity, que significa «matorral de juncos del rey del Bajo Egipto» en egipcio. Los escritores griegos lo denominan Khemmis e indican que está cerca de la ciudad de Buto, pero en el mito, la ubicación física es menos importante que su naturaleza como un lugar icónico de aislamiento y seguridad. El estatus especial del matorral se indica por su frecuente representación en el arte egipcio; para la mayoría de los eventos en la mitología egipcia, el telón de fondo se describe o ilustra mínimamente. En este matorral, Isis da a luz a Horus y lo cría, y por lo tanto también se le llama el «nido de Horus». La imagen de Isis amamantando a su hijo es un motivo muy común en el arte egipcio.
Hay textos en los que Isis viaja por el mundo. Se mueve entre hombres ordinarios que no son conscientes de su identidad e incluso apela a estas personas en busca de ayuda. Esta es otra circunstancia inusual, para un mito egipcio, los dioses están normalmente separados de los seres humanos. Como en la primera fase del mito, a menudo recibe la ayuda de otras deidades, que protegen a su hijo en su ausencia. Según un hechizo mágico, siete deidades escorpión menores viajaron con Isis y la custodiaron mientras buscaba ayuda para Horus. Incluso se vengaron de una mujer acaudalada que había rechazado ayudar a Isis, picando a su hijo, haciendo necesario que Isis curara al niño inocente. Esta historia transmite el mensaje moral de que los pobres pueden ser más virtuosos que los ricos e ilustra la naturaleza justa y compasiva de Isis.
En esta fase del mito, Horus es un niño vulnerable rodeado de peligros. Los textos mágicos que utilizan la infancia de Horus como base para sus conjuros de sanación le atribuyen diferentes dolencias, desde picaduras de escorpión hasta simples dolores de estómago, adaptando la tradición para que cada conjuro se ajuste a la enfermedad que se buscaba tratar. Lo más habitual es que una serpiente mordiera al dios niño, lo que refleja el miedo de los egipcios a las mordeduras de estos animales y al veneno resultante. Algunos textos indican que estas criaturas hostiles son agentes de Seth. Isis podía usar sus poderes mágicos para salvar a su hijo, o bien suplicar o amenazar a deidades como Ra o Geb para que lo curaran. Así como en la primera parte de la historia ella es la doliente arquetípica, durante la infancia de Horus es la madre ideal y devota. A través de los textos de sanación mágica, sus esfuerzos por curar a su hijo se extienden para sanar a cualquier paciente.

### Conflicto entre Horus y Seth
La siguiente fase del mito comienza cuando el Horus adulto desafía a Seth por el trono de Egipto. La contienda entre ambos es, a menudo, violenta, pero es descrita como un juicio legal ante la Enéada, un grupo reunido de deidades egipcias, para decidir quién debía heredar el reino. Geb podía ser el juez, quien, como padre de Osiris y Seth, tuvo el trono antes que ellos. También podían ser los dioses creadores Ra o Atum, quienes dieron origen a la monarquía. Otras deidades también desempeñan roles importantes: Tot frecuentemente actúa como un conciliador en la disputa o como un asistente del juez divino; mientras que Isis usa su poder mágico y hábil para ayudar a su hijo.
Las diferentes versiones retratan la rivalidad de los pretendientes al trono de dos formas contrastantes. Ambas perspectivas aparecen ya en los Textos de las Pirámides, la primera fuente del mito. En algunos conjuros de estos textos, Horus es el hijo de Osiris y sobrino de Seth y el asesinato de Osiris es el principal motivo del conflicto. La otra tradición retrata a Horus y Seth como hermanos. Esta incongruencia persiste en muchas de las fuentes posteriores, donde los dos dioses pueden ser llamados hermanos o tío y sobrino en diferentes puntos del mismo documento.

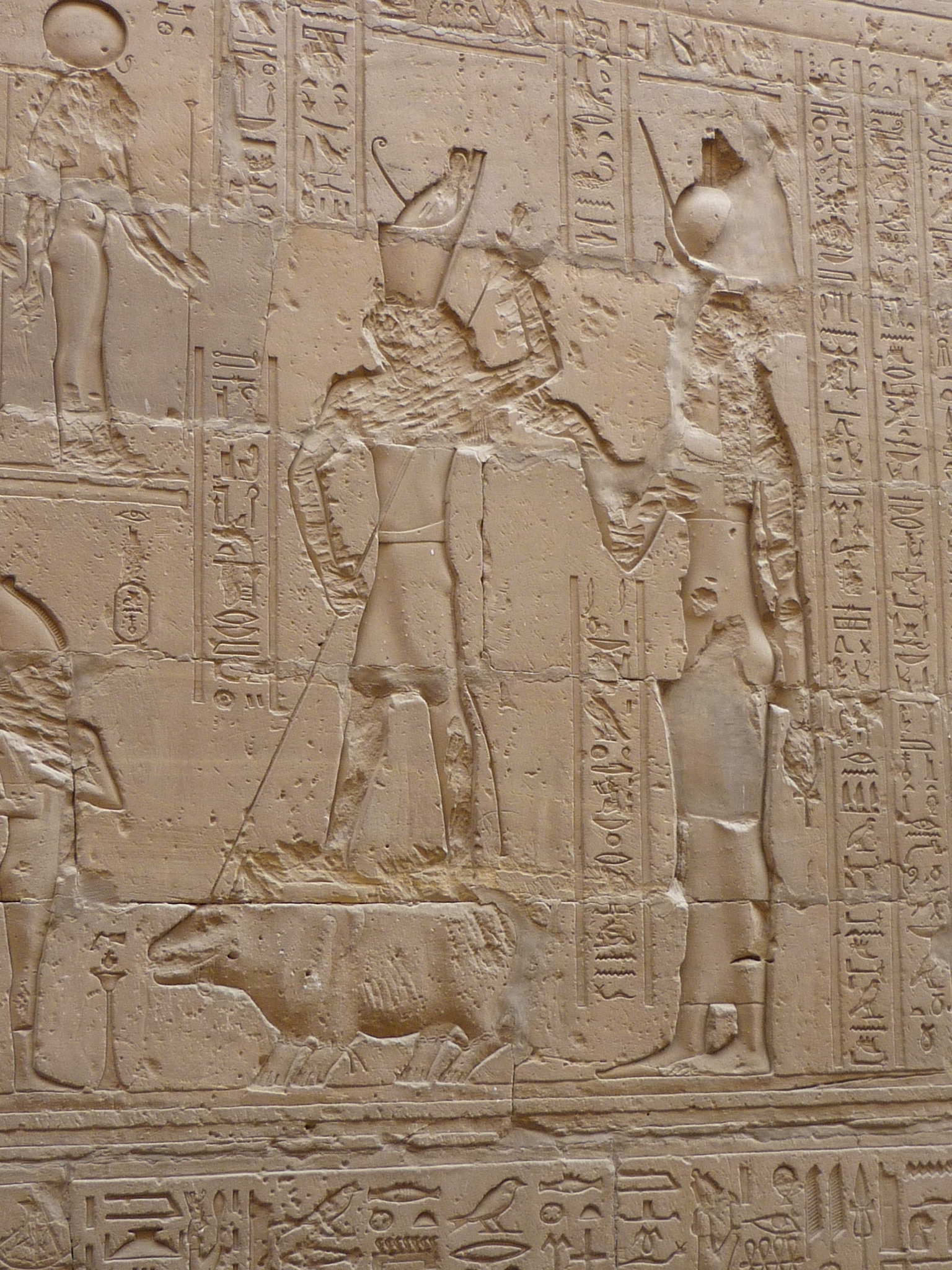
Horus le incrusta una lanza a Seth, quien aparece en forma de hipopótamo, mientras Isis observa.

La batalla divina se desarrolla en muchos episodios. Las contiendas describe a los dos dioses apelando a otras deidades para arbitrar la disputa y participar en diferentes tipos de competiciones, como carreras de botes o peleas entre ellos en forma de hipopótamos, para determinar el vencedor. En este relato Horus vence repetidamente a Seth y la mayoría de los otros dioses lo apoyan. Aun así, la disputa se prolonga durante ochenta años, en gran medida porque el juez, el dios creador, favorece a Seth. En los textos de rituales posteriores, el conflicto se caracteriza por ser una gran batalla en la que participan los seguidores de ambos. La disputa en el reino divino se extiende más allá de los dos combatientes. En un momento dado, Isis intenta arponear a Seth mientras él se encuentra luchando contra su hijo, pero por accidente el daño lo recibe Horus, quien en una ataque de ira le corta la cabeza a su madre. Tot remplaza la cabeza de Isis con la de una vaca, lo que explica el origen mítico del tocado con cuernos que utiliza habitualmente.
En un episodio clave del conflicto, Seth abusa sexualmente de Horus. La violación tiene en parte como objetivo degradar a su rival, pero también conlleva un deseo homosexual, en consonancia con una de las principales características de Seth: su sexualidad compulsiva e indiscriminada. En las primeras versiones de este episodio, en un fragmento de un papiro del Imperio Medio, el encuentro sexual comienza cuando Seth solicita tener sexo con Horus, quien accede con la condición de que le otorgue parte de su fuerza. El encuentro pone en peligro a Horus, porque en la tradición egipcia el semen es una sustancia potente y peligrosa, semejante al veneno. Según algunos textos, el semen de Seth entra en el cuerpo de Horus y lo enferma, pero en Las contiendas, Horus contrarresta esto atrapando el semen con sus manos. Isis toma represalias poniendo el semen de Horus en hojas de lechuga que come Seth. Su derrota se hace evidente cuando este semen aparece en su frente como un disco de oro; ha sido impregnado con la semilla de su rival y como resultado «da a luz» al disco. En Las contiendas, Tot toma el disco y lo coloca sobre su propia cabeza; otros relatos sugieren que el propio Tot fue producto de este nacimiento anómalo.
Otro episodio importante se refiere a las mutilaciones que los combatientes se infligen mutuamente: Horus hiere o roba los testículos de Seth, y este daña o arranca uno, o en ocasiones ambos, de los ojos de Horus. A veces, el ojo queda desgarrado en pedazos. La mutilación de Seth simboliza una pérdida de fuerza y virilidad, pero la extracción del ojo de Horus es aún más significativa, ya que su robo representa una amplia variedad de conceptos en la religión egipcia. Uno de los papeles principales de Horus es como deidad del cielo, y por esta razón se decía que su ojo derecho era el sol y su ojo izquierdo la luna; el robo o la destrucción del ojo de Horus se equipara entonces con el oscurecimiento de la luna en el desarrollo de su ciclo de fases, o durante los eclipses. Horus podrá recuperar su ojo perdido, u otras deidades, incluidas Isis, Tot y Hathor, pueden recuperarlo o sanarlo para él. El egiptólogo neerlandés Herman te Velde sostiene que la tradición sobre los testículos perdidos es una variante posterior de la pérdida de semen de Seth por parte de Horus, y que el disco en forma de luna que se forma en la cabeza de Seth después de su inseminación es el ojo de Horus. Si es así, los episodios de mutilación y abuso sexual constituirían una única historia, en la que Seth ataca a Horus y le quita el semen, Horus toma represalias e insemina a Seth, y este último se apodera del ojo de Horus cuando aparece en su cabeza. Debido a que Tot es una deidad lunar además de sus otras funciones, tendría sentido, según te Velde, que Tot emergiera en la forma del ojo e interviniera para mediar entre las deidades en disputa.
En cualquier caso, la restauración del ojo de Horus a su plenitud representa el regreso de la luna a su brillo natural, el regreso de la soberanía a Horus, y muchos otros aspectos de la maat. En ocasiones, la restauración del ojo de Horus va acompañada de la restauración de los testículos de Seth, de modo que ambos dioses se recuperan cerca de la conclusión de su disputa.

### Resolución
Al igual que con otras muchas partes del mito, la resolución es compleja y variada. A menudo, Horus y Seth dividen el reino entre ellos. Esta división puede equipararse con cualquiera de las diversas dualidades fundamentales que los egipcios veían en su mundo. Horus puede obtener las tierras fértiles en torno al Nilo, el núcleo de la civilización egipcia, en cuyo caso Seth se queda con el desierto estéril o las tierras extranjeras que se asocian con él; Horus puede gobernar la tierra mientras que Seth habita en el cielo; o cada dios puede quedarse con una de las dos mitades tradicionales del país, el Alto y el Bajo Egipto, en cuyo caso cualquiera de los dos puede asociarse a una de estas regiones. En la piedra de Shabako, Geb, como juez, primero reparte el reino entre los reclamantes y luego cambia de opinión, otorgando el control exclusivo a Horus. En esta unión pacífica, Horus y Seth se reconcilian y las dualidades que representan se han resuelto en un todo unificado. Con esta resolución se restablece el orden tras el tumultuoso conflicto.
Una visión diferente del fin del mito se centra en el triunfo exclusivo de Horus. En esta versión, Seth no se reconcilia con su rival sino que es totalmente derrotado, y a veces es exiliado de Egipto o incluso destruido. Su derrota y humillación es más acentuada en fuentes de períodos posteriores de la historia egipcia, cuando se le equiparaba cada vez más con el desorden y el mal, y los egipcios ya no lo veían como una parte integral del orden natural. Con gran júbilo entre los dioses, Horus ocupa el trono y Egipto por fin tiene un rey legítimo. La decisión divina de que Seth estaba equivocado corrige la injusticia del asesinato de Osiris y completa el proceso de su restauración tras la muerte. A veces Seth es obligado a llevar el cuerpo de Osiris a su tumba como parte de su castigo. El nuevo rey lleva a cabo ritos funerarios para su padre y le presenta ofrendas de comida para sostenerlo —a menudo incluyendo el ojo de Horus, que en este caso representa vida y abundancia—. Según algunas fuentes, solo a través de estos actos puede Osiris estar plenamente revitalizado en el más allá y ocupar su lugar como rey de los muertos, paralelamente al papel de su hijo como rey de los vivos. A partir de entonces, Osiris está profundamente involucrado con los ciclos naturales de muerte y renovación, como el crecimiento anual de los cultivos, que son análogos a su propia resurrección.

## Orígenes
Como el mito de Osiris aparece por primera vez en los Textos de las Pirámides, la mayoría de sus elementos fundamentales deben haber tomado forma en algún momento antes de que fueran escritos. Los distintos capítulos de la historia —la muerte y restauración de Osiris, la infancia de Horus y el conflicto de Horus con Seth— pueden haber sido originalmente episodios míticos independientes; de ser así, deben haber comenzado a integrarse en una única historia en la época de los Textos de la Pirámides, que conectan de forma libre esos episodios. En cualquier caso, el mito se inspiró en distintas influencias. Gran parte de la historia se basa en ideas religiosas y en la naturaleza general de la sociedad egipcia: la naturaleza divina de la realeza, la sucesión de un faraón a otro, la lucha por mantener la maat y el esfuerzo por superar la muerte. Así, las lamentaciones de Isis y Neftis por su hermano muerto pueden representar una de las primeras tradiciones de luto ritualizado.
Sin embargo, hay importantes puntos de desacuerdo. Los orígenes de Osiris son muy debatidos, y la base del mito de su muerte también es incierta. Una hipótesis es la del antropólogo escocés James Frazer, quien en 1906 dijo que ésta, al igual que otros «dioses que mueren y resucitan» a lo largo del antiguo Oriente Próximo, comenzó como una personificación de la vegetación; su muerte y resurrección se basaban en la «muerte» y posterior rebrote anual de las plantas. Muchos egiptólogos aceptaron esta explicación, pero a finales del siglo XX, el egiptólogo galés J. Gwyn Griffiths, quien estudió en profundidad a Osiris y su mitología, argumentó que Osiris se originó como un gobernante divino de los muertos y que su conexión con la vegetación era un suceso secundario. Por su parte, los estudiosos de la religión comparada han criticado el concepto general de «dioses que mueren y resucitan», o al menos la suposición de Frazer de que todos estos dioses encajan perfectamente en ese modelo. Más recientemente, la egiptóloga Rosalie David sostiene que Osiris «personificó originalmente el renacimiento anual de los árboles y las plantas después de las crecidas [del Nilo]».

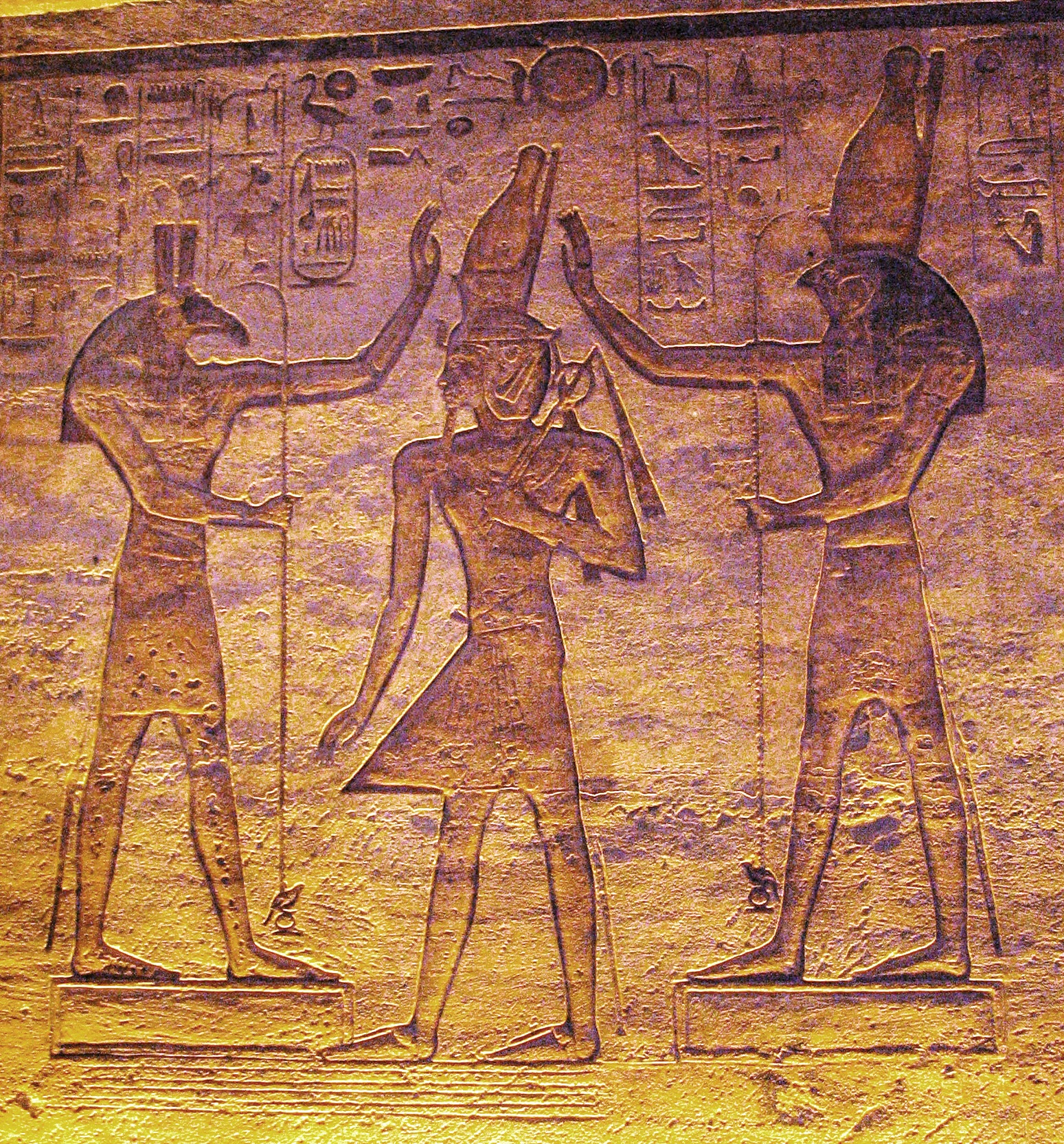
Horus y Seth como aliados del faraón.

Otro debate que se mantiene es el relativo a la lucha de Horus y Seth, que los egiptólogos han intentado relacionar a menudo con los acontecimientos políticos de los primeros años de la historia o prehistoria de Egipto. Las hipótesis en las que los combatientes dividen el reino, y la frecuente asociación de Horus y Seth con la unión del Alto y Bajo Egipto, sugiere que las dos deidades representan algún tipo de división dentro del país. La tradición egipcia y los hallazgos arqueológicos sugieren que Egipto se unió al principio de su historia cuando el reino del Alto Egipto, en el sur, conquistó el Bajo Egipto, en el norte. Los gobernantes del Alto Egipto se llamaban a sí mismos «seguidores de Horus», y Horus se convirtió en el dios patrón de la nación unificada y sus reyes. Sin embargo, Horus y Seth no pueden equipararse fácilmente con las dos mitades del país. Ambas deidades tenían varios centros de culto en cada región, y Horus a menudo se asocia con el Bajo Egipto y Seth con el Alto Egipto. Una de las explicaciones más conocidas de estas discrepancias la propuso el egiptólogo y filólogo alemán Kurt Sethe en 1930, que argumentaba que Osiris fue originalmente el gobernante humano de un Egipto unificado en tiempos prehistóricos, antes de una rebelión de los seguidores de Seth del Alto Egipto. Entonces los seguidores de Horus del Bajo Egipto reunificaron el país por la fuerza, inspirando el mito del triunfo de Horus, antes de que el Alto Egipto, ahora liderado por sus adoradores, se destacara nuevamente al inicio periodo arcaico de Egipto.
A finales del siglo XX Griffiths centró sus estudios en la representación incoherente de Horus y Seth como hermanos y como tío y sobrino. Sostuvo que, en las primeras etapas de la mitología egipcia, la lucha entre Horus y Seth como hermanos e iguales estaba originalmente desvinculada del asesinato de Osiris y que las dos historias se incorporaron al único mito de Osiris en algún momento antes de la escritura de los Textos de las Pirámides. Con esta fusión la genealogía de las deidades involucradas y la caracterización del conflicto Horus-Seth se alteraron para que Horus fuera el hijo y heredero vengador de la muerte de Osiris. Rastros de las tradiciones independientes permanecieron en las conflictivas características de la relación de los combatientes y en textos no relacionados con el mito de Osiris, que hacen de Horus el hijo de la diosa Nut o de Hathor y no de Isis y Osiris. Griffiths descarta por tanto la posibilidad de que el asesinato de Osiris tenga sus raíces en hechos históricos, una hipótesis con la que concuerdan estudiosos más recientes como el alemán Jan Assmann o el británico George Hart.
Griffiths buscó un origen histórico para la rivalidad Horus-Seth y propuso dos unificaciones predinásticas distintas de Egipto por parte de los devotos de Horus, similares a la teoría de Sethe, para explicarlo. Sin embargo esta cuestión sigue sin resolverse, en parte porque otras asociaciones políticas de Horus y Seth complican todavía más la situación. Antes incluso de que el Alto Egipto tuviera un único gobernante, dos de sus principales ciudades eran Hieracómpolis, en el extremo sur, y Naqada, muchos kilómetros al norte. Se cree que los gobernantes de Hieracómpolis, donde Horus era la deidad patrona, unificaron el Alto Egipto, incluida Naqada, bajo su dominio. Seth estaba asociado con Naqada, por lo que es posible que el conflicto divino refleje vagamente una enemistad entre las ciudades en un pasado lejano. Mucho más tarde, al final de la dinastía II (c. 2890-2686 a. C.), el faraón Peribsen usó el jeroglífico de Seth-animal para escribir su nombre-serej, en lugar del tradicional jeroglífico del halcón que representaba a Horus. Su sucesor Jasejemuy utilizó tanto a Horus como a Seth para la escritura de su serej. Esta información ha inducido a conjeturar que la dinastía II vio un choque entre los seguidores del Horus-rey y los de Seth liderados por Peribsen. La utilización de los dos símbolos animales por parte de Jasejemuy representaría entonces la reconciliación de las dos facciones, al igual que la resolución del mito. Destacando la incertidumbre que rodea a estos acontecimientos, Herman te Velde afirma que las raíces históricas del conflicto son demasiado oscuras para resultar útiles en la comprensión del mito y no son tan relevantes como su significado religioso y cree que «el origen del mito de Horus y Seth se pierde en las brumas de las tradiciones religiosas de la prehistoria».

## Influencia
El efecto que tuvo sobre la cultura egipcia fue mayor y más generalizado que el de cualquier otro. En la literatura del Antiguo Egipto no solo fue la base de recuentos como Las contiendas de Horus y Seth, sino que también sirvió de base para relatos menos relacionados. Historia de los dos hermanos, un cuento popular con protagonistas humanos, incluye elementos similares al mito de Osiris. El pene de uno de los personajes es comido por un pez y luego muere y resucita. Otro relato, La historia de la verdad y la falsedad, adapta el conflicto como una alegoría en la que los personajes son personificaciones directas de la verdad y la mentira más que deidades asociadas a esos conceptos.

### Osiris y el ritual funerario

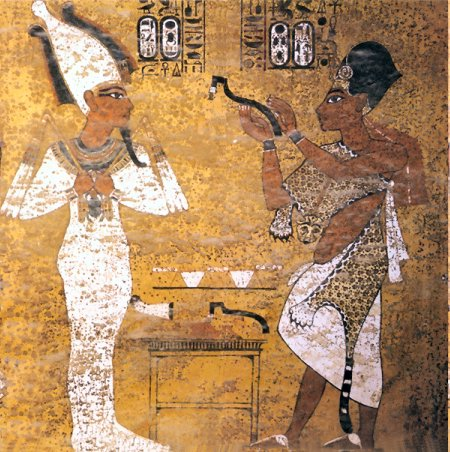
La ceremonia de apertura de la boca y los ojos, un importante ritual funerario, realizada para Tutankamón por su sucesor Ay. El faraón difunto asume el papel de Osiris, sobre el que se suponía que Horus había realizado la ceremonia.

Al menos desde la época de los Textos de las Pirámides, los faraones esperaban que después de su muerte pudieran emular la restauración de la vida de Osiris y su dominio sobre el reino de los muertos. A principios del Imperio Medio (c. 2055-1650 a. C.), los egipcios no pertenecientes a la realeza creían que ellos también podían vencer a la muerte como lo había hecho Osiris, adorándolo y recibiendo los ritos funerarios que se basaban en parte en el mito. Osiris se convirtió así en la deidad más importante de la vida después de la muerte en el Antiguo Egipto. Su leyenda también influyó en la noción, que se hizo predominante en el Imperio Nuevo, de que solo las personas virtuosas podían alcanzar el más allá. De la misma manera que las deidades reunidas sentenciaron tras su juicio que Osiris y Horus tenían razón, enmendando la injusticia de la muerte de Osiris, así un alma fallecida tenía que ser juzgada y considerada como recta para que su muerte pudiera ser revertida. Como gobernante de la tierra de los muertos y como dios vinculado al maat, Osiris se convirtió en juez en este juicio póstumo, ofreciendo la vida después de la muerte a los que seguían su ejemplo. Textos funerarios del Imperio Nuevo como el Libro del Amduat y el Libro de las Puertas comparan al propio Ra con un alma fallecida. En estos textos Ra viaja por la Duat y se une a Osiris para renacer al amanecer. Por lo tanto, no solo se creía que Osiris permitía el renacimiento de los muertos, sino que renovaba el sol, la fuente de la vida y el maat, y así renovaba el propio mundo.
A medida que crecía la importancia del dios protagonista, también lo hacía su popularidad. A finales del Imperio Medio la tumba centenaria de Dyer, gobernante de la dinastía I, cerca del principal centro de culto de Osiris en la ciudad de Abidos, estaba considerada como la tumba de Osiris, convirtiéndose en un elemento fundamental de la adoración del dios. Durante los siguientes 1500 años se realizó una procesión festiva anual desde el templo principal de Osiris hasta el lugar donde se encontraba la tumba. Reyes y plebeyos de todo Egipto construyeron capillas, que servían como cenotafios, a lo largo de la ruta de la procesión. Al hacerlo, buscaban fortalecer su conexión con dicho dios en la otra vida.
Otro importante festival funerario, un evento nacional que se desarrollaba a lo largo de varios días del mes de Koiahk del calendario egipcio, se le asoció durante el Imperio Medio. Durante Koiahk, el pilar Dyed, un emblema de Osiris, se erguía ritualmente a una posición vertical, simbolizando la restauración del dios. Durante el período ptolemaico (305-30 a. C.) Koiahk también incluía la plantación de semillas en un «lecho de Osiris», en el que los sacerdotes introducían una mezcla de tierra en un recipiente en forma de momia, donde el grano comenzaba a germinar y que conectaba la resurrección de éste dios con el crecimiento estacional de las plantas.

### Horus, el ojo de Horus y realeza
La importancia religiosa de esta historia se extendía más allá del ámbito funerario. Las ofrendas funerarias, en las que los miembros de la familia o los sacerdotes contratados ofrecían comida al difunto, estaban razonablemente relacionadas con la ofrenda mitológica del ojo de Horus a Osiris. Por analogía, este episodio del mito finalmente se equiparó con otras interacciones entre un ser humano y un ser en el reino divino. En los rituales de ofrendas en el templo, el sacerdote tomaba el rol de Horus, las ofrendas se transformaban en su ojo, y la deidad que las recibía se identificaba momentáneamente con Osiris.
Esta historia ambién influyó en la religión popular. Un ejemplo son los hechizos mágicos de curación basados en la infancia de Horus. Otro es el uso del ojo de Horus como emblema protector en amuletos apotropaicos personales. Su reconstitución mitológica lo hacía apropiado para este fin, como símbolo general de bienestar.
La ideología en torno al faraón en vida también se vio afectada por esta leyenda. Los egipcios imaginaban que los acontecimientos del mito de Osiris tendrían lugar en algún momento de la oscura prehistoria egipcia, y que Osiris, Horus y sus divinos predecesores se incluían en las listas egipcias de los antiguos faraones, como el Canon Real de Turín. Horus, como un rey primitivo y como la personificación de la realeza, era considerado como predecesor y ejemplar para todos los gobernantes egipcios. La asunción del trono de su padre y sus acciones piadosas para mantener su espíritu en la otra vida fueron el modelo a imitar para todas las sucesiones faraónicas. Se creía que cada nuevo faraón renovaría el maat después de la muerte del rey anterior, tal como lo había hecho Horus. En las coronaciones reales, los rituales evocaban el entierro de Osiris y los himnos celebraban la llegada del nuevo rey como el equivalente al de Horus.

### Seth
El mito contribuyó a la habitual caracterización de Seth como un dios perturbador y dañino. Aunque otros elementos de la tradición egipcia atribuyen rasgos positivos a Seth, en el mito de Osiris predominan los aspectos siniestros de su carácter. En el arte del Antiguo Egipto Seth y Horus a menudo se contraponían para representar principios opuestos, como el bien y el mal, el intelecto y el instinto, y las diferentes regiones del mundo que gobiernan en el mito. Los textos egipcios de «enseñanzas» o sebayt contrastan el carácter de la persona ideal con el del tipo opuesto —el tranquilo y sensible y el impulsivo y desestabilizador— y una descripción de estos dos caracteres los califica de «tipo Horus» y de «tipo Seth». Sin embargo, ambos dioses eran tratados a menudo como parte de un todo armonioso. En algunos cultos locales se les veneraba juntos; en el arte a menudo se les mostraba atando juntos los emblemas del Alto y Bajo Egipto para simbolizar la unidad de la nación; y en los textos funerarios aparecen como una deidad única, con las cabezas de Horus y Seth, que aparentemente representaban la misteriosa y universal naturaleza de la Duat.
En general se veía a Seth de forma ambivalente, hasta que durante el primer milenio antes de Cristo llegó a ser considerado como una deidad totalmente malévola. Esta transformación se debió más a su asociación con tierras extranjeras que al mito. Sin embargo, en estos últimos tiempos, los numerosos rituales del templo que implicaban la aniquilación ceremonial de Seth a menudo estaban relacionados con el mito.

### Isis, Neftis y el mundo grecorromano
Tanto Isis como Neftis eran consideradas guardianas de los muertos en la otra vida por su labor de proteger y restaurar el cuerpo de Osiris. La imagen de estas dos diosas protegiendo a Osiris o la momia del difunto era muy común en el arte funerario. Las celebraciones de Koiahk hacían referencia —y puede que se hayan escenificado ritualmente— a la restauración y el renacimiento de su hermano asesinado. Como madre de Horus, Isis era también la madre de todos los faraones según la ideología real, y se decía que los faraones se habían amamantado de su pecho como símbolo de su legitimidad divina. Su atractivo para el pueblo en general se basaba en su carácter protector, ejemplificado por los hechizos mágicos de curación. En el período tardío se le atribuyó un poder mágico cada vez mayor y se creía que su devoción maternal se extendía a todos los seres humanos. En la época romana se había convertido en la diosa más importante de Egipto. La imagen de la diosa sosteniendo a su hijos se usó de manera notoria en su culto, como por ejemplo en pinturas sobre tabla que se usaban en los santuarios del hogar dedicados a ella. La iconografía de Isis en estas pinturas se asemeja mucho y puede haber influido en los primeros iconos cristianos de María sosteniendo a Jesús.
En los últimos siglos antes de Cristo, la adoración de Isis se propagó desde Egipto a través del mundo mediterráneo y se convirtió en una de las deidades más populares de la región. Aunque esta nueva forma multicultural de Isis absorbió características de muchas otras deidades, su naturaleza mitológica original como esposa y madre fue clave para su atractivo. Horus y Osiris, figuras centrales de su historia, se difundieron junto a ella. El culto griego y romano de Isis desarrolló una serie de ritos de iniciación dedicados a Isis y Osiris, basados en ritos mistéricos grecorromanos anteriores pero influenciados por las creencias egipcias sobre la vida después de la muerte. El iniciado pasaba por una experiencia que simulaba el descenso al inframundo. Los elementos de este ritual se asemejan a la fusión de Osiris con el sol en los textos funerarios egipcios. Los devotos griegos y romanos de Isis, al igual que los egipcios, creían que ella protegía a los muertos en la otra vida como lo había hecho con Osiris, y decían que someterse a la iniciación les garantizaba una bienaventurada vida después de la muerte. Plutarco escribió su relato del mito de Osiris para una sacerdotisa griega de Isis.
A través del trabajo de escritores clásicos como Plutarco, el conocimiento del mito se mantuvo incluso después de mediados del primer milenio d. C., cuando la religión egipcia ya no existía y se había perdido el conocimiento de los sistemas de escritura que se utilizaban originalmente para plasmarlo. El mito seguía siendo una parte importante de las representaciones occidentales del Antiguo Egipto. En los tiempos modernos, cuando el conocimiento de las creencias egipcias se basa en las fuentes originales egipcias, la historia sigue influenciando e inspirando nuevas ideas, desde obras de ficción hasta la especulación académica y los nuevos movimientos religiosos.